# Valerie Ann Amos

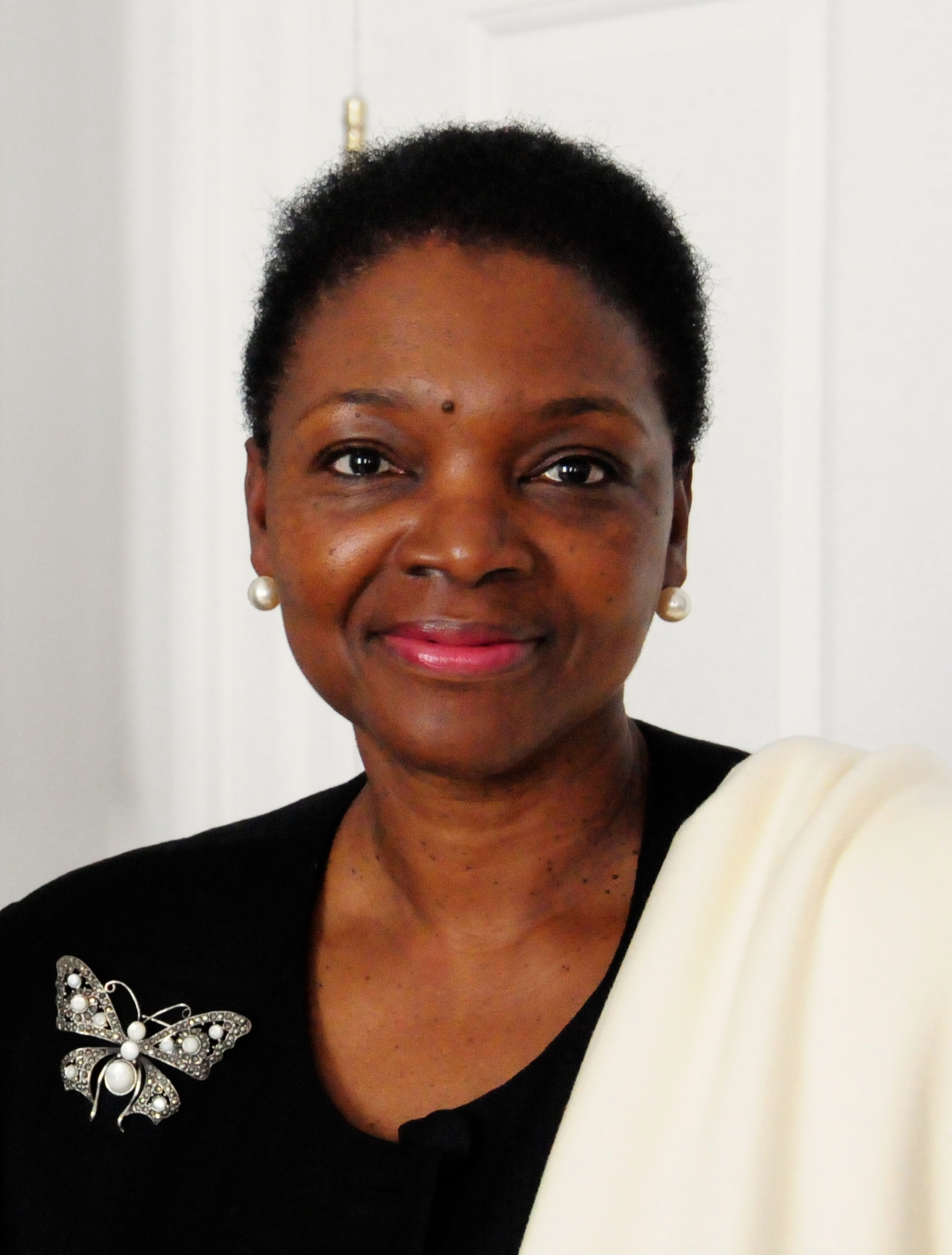
Valerie Amos 2007 während des Weltwirtschaftsforums

Valerie Ann Amos, Baroness Amos LG, CH, PC (* 13. März 1954 in Georgetown, Guyana) war von 2010 bis 2015 die achte UN-Nothilfekoordinatorin (Under-Secretary-General and Emergency Relief Coordinator, USG/ERC). Vor ihrem Amt bei den Vereinten Nationen bekleidete sie die Position der Britischen Hochkommissarin für Australien.

## Leben
Amos wurde am 13. März 1954 in Georgetown, Guyana geboren und absolvierte die Bexley Technical High School for Girls (jetzt: Townley Grammar School for Girls). Im Anschluss studierte sie an der University of Warwick, University of Birmingham und der University of East Anglia. 1995 wurde sie als Honorarprofessorin an der Thames Valley University eingesetzt. Im Jahr 2000 erhielt sie die Ehrendoktorwürde (Dr. of Laws) der University of Warwick und ebenso im Jahre 2006 von der University of Leicester.
Im August 1997 wurde sie als Baroness Amos, of Brondesbury in the London Borough of Brent, zur Life Peeress erhoben und ist seither Mitglied des House of Lords. Amos war 2003 kurzzeitig Secretary of State for International Development. Von 2003 bis 2007 übte sie die Ämter des Lord President of the Council und des Leader of the House of Lords aus.
Am 4. Juli 2009 wurde bekannt, dass Amos, als Nachfolgerin von Helen Liddell, zur Britischen Hochkommissarin ernannt wurde. Sie trat dieses Amt im Oktober 2009 an und ist daher vom House of Lords beurlaubt, in dem sie die Labour Party vertrat.
Nach dem Wahlsieg Gordon Browns als Premierminister verließ Amos das Kabinett und wurde als Sondergesandte der Europäischen Union für die Afrikanische Union durch Gordon Brown nominiert.
Im Juli 2010 verkündete der Generalsekretär der Vereinten Nationen Ban Ki-moon, dass Amos das Amt der UN-Nothilfekoordinatorin (Under-Secretary-General and Emergency Relief Coordinator, USG/ERC) übernehmen und folglich zugleich als Leiterin des United Nations Office for the Coordination of Humanitarian Affairs (OCHA) fungieren wird. Am 7. September 2010 trat sie beide Ämter an. Am 1. Juni 2015 übergab sie das Amt an Stephen O’Brien.
2019 wurde Amos in die American Academy of Arts and Sciences gewählt.